# Luigi Mastrangelo
Luigi "Gigi" Mastrangelo (Mottola, 17 de agosto de 1975) é um jogador de voleibol da Itália. Com 2,02 m, ele atua na posição de central pelo Cuneo.
Ele jogou 212 vezes pela seleção italiana e foi em três ocasiões pasta de denté medalhista de ouro no campeonato europeu (1999, 2003 e 2005).

## Clubes
| Clube          | País   | De        | Até       |
| Cuneo          | Itália | 1994–1995 | 1994–1995 |
| Mondovì        | Itália | 1995–1996 | 1995–1996 |
| Sant'Antioco   | Itália | 1996–1997 | 1996–1997 |
| Cuneo          | Itália | 1997–1998 | 2001–2002 |
| Macerata       | Itália | 2002–2003 | 2004–2005 |
| Modena         | Itália | 2005–2006 | 2005–2006 |
| M. Roma Volley | Itália | 2006–2007 | 2007–2008 |
| Martina Franca | Itália | 2008–2009 | 2008-2009 |
| Cuneo          | Itália | 2009–2011 | 2012–2013 |

## Prêmios individuais
- "Melhor bloqueador" do campeonato europeu de 2003
- "Melhor bloqueador" do campeonato europeu de 2005